# Erhun Öztümer
Erhun Aksel Öztümer (Greenwich, 29 maggio 1991) è un calciatore inglese, centrocampista del Mağusa Türk Gücü.

## Carriera
Nato in Inghilterra in una famiglia di origini turco cipriota, è cresciuto calcisticamente in patria nelle giovanili di Charlton e Fisher Athletic, prima di approdare alle giovanili del Manisaspor nel 2008. L'anno successivo firma il suo primo contratto da professionista con il Sivasspor, dove però riesce solamente a trovare spazio con la seconda squadra. Quindi nel gennaio 2011 si trasferisce all'Anadolu Üsküdar, con il quale gioca per una stagione e mezzo nella quarta divisione turca. Dal 2012 al 2014 milita nel Dulwich Hamlet, nell'Isthmian League. Dal 2014 al 2021 si alterna tra la seconda divisione e la terza divisione inglese con le maglie di Peterborough United, Walsall, Bolton, Charlton e Bristol Rovers. Il 1º luglio 2021 viene acquistato dal Fatih Karagümrük e il 14 agosto successivo ha debuttato nella Süper Lig, giocando l'incontro vinto per 3-2 contro il Gaziantep. Il 27 gennaio 2022 si trasferisce all'Adana Demirspor e il 22 maggio successivo realizza la sua prima rete nella massima divisione turca, nella vittoria per 7-0 sul Göztepe.

## Statistiche

### Presenze e reti nei club
Statistiche aggiornate al 23 maggio 2022.
| Stagione        | Squadra          | Campionato      | Campionato | Campionato | Coppe nazionali | Coppe nazionali | Coppe nazionali | Coppe continentali | Coppe continentali | Coppe continentali | Altre coppe | Altre coppe | Altre coppe | Totale | Totale |
| Stagione        | Squadra          | Comp            | Pres       | Reti       | Comp            | Pres            | Reti            | Comp               | Pres               | Reti               | Comp        | Pres        | Reti        | Pres   | Reti   |
| --------------- | ---------------- | --------------- | ---------- | ---------- | --------------- | --------------- | --------------- | ------------------ | ------------------ | ------------------ | ----------- | ----------- | ----------- | ------ | ------ |
| gen.-giu. 2011  | Anadolu Üsküdar  | 3L              | 9          | 4          |                 | -               | -               |                    | -                  | -                  |             | -           | -           | 9      | 4      |
| 2011-2012       | Anadolu Üsküdar  | 3L              | 25         | 1          |                 | -               | -               |                    | -                  | -                  |             | -           | -           | 25     | 1      |
| 2014-2015       | Peterborough Utd | FL1             | 20         | 1          | FACup+CdL       | 2+0             | 0               |                    | -                  | -                  | FLT         | 0           | 0           | 22     | 1      |
| 2015-2016       | Peterborough Utd | FL1             | 30         | 6          | FACup+CdL       | 5+0             | 0               |                    | -                  | -                  | FLT         | 0           | 0           | 35     | 6      |
| 2016-2017       | Walsall          | FL1             | 41         | 15         | FACup+CdL       | 1+1             | 0               |                    | -                  | -                  | FLT         | 2           | 0           | 45     | 15     |
| 2017-2018       | Walsall          | FL1             | 45         | 15         | FACup+CdL       | 1+1             | 0+1             |                    | -                  | -                  | FLT         | 3           | 1           | 50     | 17     |
| 2018-2019       | Bolton           | FLC             | 17         | 0          | FACup+CdL       | 0+1             | 0+1             |                    | -                  | -                  |             | -           | -           | 18     | 1      |
| ago. 2019       | Bolton           | FL1             | 1          | 0          | FACup+CdL       | -               | -               |                    | -                  | -                  | FLT         | -           | -           | 1      | 0      |
| 2019-2020       | Charlton         | FLC             | 14         | 0          | FACup+CdL       | 0               | 0               |                    | -                  | -                  |             | -           | -           | 14     | 0      |
| set.-ott. 2020  | Charlton         | FL1             | 2          | 0          | FACup+CdL       | 0+2             | 0               |                    | -                  | -                  | FLT         | 1           | 1           | 5      | 1      |
| 2020-2021       | Bristol Rovers   | FL1             | 22         | 0          | FACup+CdL       | 3+0             | 1+0             |                    | -                  | -                  | FLT         | 0           | 0           | 25     | 1      |
| 2021-gen. 2022  | Fatih Karagümrük | SL              | 18         | 0          | CT              | 2               | 0               |                    | -                  | -                  |             | -           | -           | 20     | 0      |
| gen.-giu. 2022  | Adana Demirspor  | SL              | 7          | 1          | CT              | 1               | 1               |                    | -                  | -                  |             | -           | -           | 8      | 2      |
| Totale carriera | Totale carriera  | Totale carriera | 251        | 43         |                 | 20              | 4               |                    | -                  | -                  |             | 6           | 2           | 277    | 49     |